# Bob Van Staeyen
Robert François Louis (Bob) Van Staeyen (Antwerpen, 10 maart 1936 – Wilrijk, 14 november 2020) was een Vlaams zanger en gitarist. Hij was bekend als lid van de Antwerpse groep De Strangers.
Na het lager onderwijs volgde Van Staeyen handelsonderwijs. Hier leerde hij een schilder kennen die wat gitaar kon spelen en waarmee hij en enkele andere kennissen het kwartet "Nul Komma Drie" oprichtte. Van Staeyen verzorgde hierbij de zang en leerde later ook gitaar spelen. Hij richtte hierna zijn eigen groep op, The Comedians, maar kreeg algauw werk in het orkest van Jef Derwey, een grossier in orkesten. 
Van Staeyen was bediende van beroep. Hij huwde in 1959 en werd in 1962 vader van een dochter, Christina. 
Sinds 1964 was hij lid van De Strangers, waar hij Gust Torfs verving. Binnen de groep was hij te herkennen aan zijn kale hoofd en snor. Van Staeyen hield zich behalve de muzikale aspecten ook bezig met de financiële kant van de groep. In 1991 werd hij door de Snorrenclub Antwerpen tot "Snor van het Jaar" verkozen. 
Bob Van Staeyen was ook af en toe als acteur te zien op televisie.  Behalve in de reeks De Strangorianen, had hij ook een belangrijke rol in de komische serie Benidorm waar hij Theo speelde.
Van Staeyen had onder andere in Familie en Zone Stad een klein bijrolletje. 
Hij was het vierde Strangers-lid dat overleed. Van Staeyen laat een echtgenote, een dochter en drie kleindochters na.